# Aleksandrovsky (huyện của Stavropol)
Huyện Aleksandrovsky (tiếng Nga: ? райо́н) là một huyện hành chính tự quản (raion), của Vùng Stavropol, Nga. Huyện có diện tích 2054 km². Trung tâm của huyện đóng ở Aleksandrovkoye.